# Paleoplatyura
Paleoplatyura är ett släkte av tvåvingar. Paleoplatyura ingår i familjen platthornsmyggor.
Kladogram enligt Catalogue of Life:
| Paleoplatyura | \| \| Paleoplatyura aldrichii \| \| \| \| \| \| Paleoplatyura johnsoni \| \| \| \| \| \| Paleoplatyura melanderi \| \| \| \| |
|               | \| \| Paleoplatyura aldrichii \| \| \| \| \| \| Paleoplatyura johnsoni \| \| \| \| \| \| Paleoplatyura melanderi \| \| \| \| |
|               | Paleoplatyura aldrichii |
|               | |
|               | Paleoplatyura johnsoni |
|               | |
|               | Paleoplatyura melanderi |
|               | |